# Alpa Picquenot
Alpa Picquenot is een Frans historisch merk van motorfietsen
Alleen in het jaar 1956 werden de Alpa Picqenot-motorfietsjes geleverd. Er waren twee versies: 50- en 80 cc. Beide modellen hadden een luchtgekoelde tweetaktmotor en twee versnellingen.